# Fotballklubben Lyn Oslo 2006
Questa voce raccoglie le informazioni riguardanti il Fotballklubben Lyn Oslo nelle competizioni ufficiali della stagione 2006.

## Rosa
| N. |                      | Ruolo | Calciatore              |
| -- | -------------------- | ----- | ----------------------- |
| 1  | Svezia (bandiera)    | P     | Eddie Gustafsson        |
| 2  | Danimarca (bandiera) | D     | Rasmus Daugaard         |
| 3  | Svezia (bandiera)    | D     | Henrik Dahl             |
| 4  | Islanda (bandiera)   | D     | Indriði Sigurðsson      |
| 4  | Norvegia (bandiera)  | D     | Kristian Flittie Onstad |
| 5  | Danimarca (bandiera) | D     | Steven Lustü            |
| 6  | Norvegia (bandiera)  | D     | Christian Brink         |
| 7  | Norvegia (bandiera)  | C     | Tomasz Sokolowski       |
| 8  | Islanda (bandiera)   | C     | Stefán Gíslason         |
| 9  | Argentina (bandiera) | C     | Enrique Ortiz           |
| 10 | Svezia (bandiera)    | A     | Magnus Powell           |
| 11 | Nigeria (bandiera)   | A     | Ezekiel Bala            |
| 11 | Australia (bandiera) | C     | Ahmad Elrich            |
| 12 | Norvegia (bandiera)  | P     | Frode Larsen            |
| 13 | Norvegia (bandiera)  | D     | Kevin Larsen            |
| 14 | Norvegia (bandiera)  | C     | Stian Rasch             |

| N. |                      | Ruolo | Calciatore            |
| -- | -------------------- | ----- | --------------------- |
| 15 | Norvegia (bandiera)  | D     | Jonathan Parr         |
| 16 | Norvegia (bandiera)  | C     | Espen Hoff            |
| 17 | Norvegia (bandiera)  | D     | Kim André Madsen      |
| 17 | Canada (bandiera)    | C     | Cristian Nuñez        |
| 18 | Norvegia (bandiera)  | C     | Bjarne Ingebretsen    |
| 19 | Australia (bandiera) | C     | Dylan Macallister     |
| 20 | Nigeria (bandiera)   | A     | Chinedu Obasi         |
| 21 | Norvegia (bandiera)  | A     | Jo Tessem             |
| 22 | Norvegia (bandiera)  | D     | Tommy Berntsen        |
| 23 | Norvegia (bandiera)  | D     | Lars-Kristian Eriksen |
| 24 | Svezia (bandiera)    | P     | Johan Dahlin          |
| 25 | Svezia (bandiera)    | D     | Daniel Theorin        |
| 26 | Finlandia (bandiera) | D     | Jani Tanska           |
| 27 | Norvegia (bandiera)  | D     | Magne Simonsen        |
| –– | Norvegia (bandiera)  | C     | Christoffer Dahl      |

## Risultati

### Campionato

#### Girone di andata
| Kristiansand 9 aprile 2006, ore 18:00 CEST 1ª giornata | Start           | 0 – 0 referto | Lyn Oslo | Kristiansand Stadion (8.852 spett.)\| Arbitro: \| Berntsen (Vang) \| |
| Arbitro:                                               | Berntsen (Vang) |               |          |                                                                      |

| Arbitro: | Øvrebø (Oslo) |

|                    |           |           |
| Dahl 6’ Elrich 73’ | Marcatori | 3’ Jepsen |

| Arbitro: | Helgerud (Lier) |

|  |           |          |
|  | Marcatori | 58’ Hoff |

| Arbitro: | Hauge (Bergen) |

|                  |           |                                              |
| Kjølø 32’ (aut.) | Marcatori | 41’, 81’ Gunnarsson 72’ (rig.), 90’ Nannskog |

| Arbitro: | Ditlefsen |

|                   |           |               |
| Tegström 35’, 67’ | Marcatori | 63’, 80’ Hoff |

| Arbitro: | Edvartsen (Hamar) |

|                 |           |                                     |
| Macallister 34’ | Marcatori | 18’ Kibebe 25’ Årst 33’ Talebinejad |

| Arbitro: | Moen (Haugesund) |

|                            |           |            |
| de Ornelas 41’ Nilsson 90’ | Marcatori | 12’ Powell |

| Arbitro: | Alseth (Stjørdal) |

|           |           |  |
| Tessem 2’ | Marcatori |  |

| Arbitro: | Ditlefsen (Kristiansand) |

|            |           |                         |
| Larsen 17’ | Marcatori | 46’ Iversen 59’ Johnsen |

| Arbitro: | Berntsen (Vang) |

|                   |           |  |
| Sæternes 43’, 56’ | Marcatori |  |

| Oslo 5 giugno 2006, ore 18:00 CEST 11ª giornata | Lyn Oslo             | 0 – 0 referto | Viking | Bislett Stadion (4.064 spett.)\| Arbitro: \| Olsen (Kristiansand) \| |
| Arbitro:                                        | Olsen (Kristiansand) |               |        |                                                                      |

| Arbitro: | Alapnes |

|          |           |                         |
| West 47’ | Marcatori | 68’ Daugaard 75’ Powell |

| Arbitro: | Berntsen (Vang) |

|                                   |           |                           |
| Gíslason 35’ (rig.), 90’ Bala 69’ | Marcatori | 4’ Søgård 53’, 58’ Mifsud |

#### Girone di ritorno
| Arbitro: | Sandmoen |

|              |           |                       |
| Sørensen 87’ | Marcatori | 31’ Berntsen 39’ Hoff |

| Arbitro: | Moen (Haugesund) |

|            |           |                          |
| Powell 68’ | Marcatori | 35’ Vatshaug 50’ Nielsen |

| Arbitro: | Staberg |

|                      |           |  |
| Edu 58’ Simonsen 73’ | Marcatori |  |

| Arbitro: | Øvrebø (Oslo) |

|                                       |           |               |
| Tchoyi 31’ Persson 40’ Gunnarsson 53’ | Marcatori | 3’, 29’ Obasi |

| Arbitro: | Skjerven (Kaupanger) |

|                    |           |  |
| Hoff 34’ Obasi 67’ | Marcatori |  |

| Arbitro: | Berntsen (Vang) |

|            |           |                |
| Strand 90’ | Marcatori | 24’, 59’ Obasi |

| Arbitro: | Alseth (Stjørdal) |

|              |           |             |
| Gíslason 43’ | Marcatori | 18’ Könönen |

| Arbitro: | Hauge (Bergen) |

|              |           |  |
| Ringberg 84’ | Marcatori |  |

| Arbitro: | Helgerud (Lier) |

|                  |           |           |
| Iversen 48’, 56’ | Marcatori | 53’ Obasi |

| Arbitro: | Edvartsen (Hamar) |

|                         |           |  |
| Hoff 41’ Sokolowski 73’ | Marcatori |  |

| Arbitro: | Staberg |

|          |           |                |
| Ijeh 78’ | Marcatori | 51’, 90’ Obasi |

| Arbitro: | Hauge (Bergen) |

|            |           |                     |
| Tessem 21’ | Marcatori | 32’ Brenne 60’ Tóth |

| Arbitro: | Staberg |

|                 |           |  |
| Occean 36’, 53’ | Marcatori |  |

### Coppa di Norvegia
| Fossum 10 maggio 2006, ore 18:00 CEST Primo turno                                    | Fossum    | 0 – 4 referto                                      | Lyn Oslo | Fossum Kunstgress (1.329 spett.) |
| \| \| \| \| \| \| Marcatori \| 16’ Sokolowski 28’ Dahl 33’ Larsen 41’ Macallister \| |           |                                                    |          |                                  |
|                                                                                      |           |                                                    |          |                                  |
|                                                                                      | Marcatori | 16’ Sokolowski 28’ Dahl 33’ Larsen 41’ Macallister |          |                                  |

| Lisleby 8 giugno 2006, ore 18:00 CEST Secondo turno             | Lisleby   | 1 – 4 referto                 | Lyn Oslo | Elverum Sial |
| \| \| \| \| \| \| Marcatori \| 2’, 9’, 36’ Powell 25’ Tessem \| |           |                               |          |              |
|                                                                 |           |                               |          |              |
|                                                                 | Marcatori | 2’, 9’, 36’ Powell 25’ Tessem |          |              |

| Arbitro: | Staberg |

|                              |           |                                |
| Obasi 45’, 81’, 84’ Hoff 50’ | Marcatori | 44’ Hadžimehmedović 71’ Kleppe |

| Arbitro: | Olsen (Kristiansand) |

|                      |           |          |
| Koren 44’ Mifsud 56’ | Marcatori | 88’ Hoff |

### Coppa UEFA
| Arbitro: | Murray |

|                   |           |              |
| Tessem 42’ (rig.) | Marcatori | 81’ Lindpere |

| Tallinn 27 luglio 2006, ore 17:45 CEST Primo turno preliminare Ritorno | Flora Tallinn | 0 – 0 referto | Lyn Oslo | A. Le Coq Arena\| Arbitro: \| Sápi \| |
| Arbitro:                                                               | Sápi          |               |          |                                       |